# Günter Reichelt
Günter Reichelt (* 11. September 1957) ist ein ehemaliger deutscher Ringer und Vizeweltmeister 1983 im griechisch-römischen Stil im Federgewicht.

## Werdegang
Reichelt wuchs in Limbach-Oberfrohna bei Chemnitz auf und begann dort als Jugendlicher bei Heinz Bohne mit dem Ringen. 1974 wurde er wegen seines Talentes zum ASK Vorwärts Frankfurt delegiert und dort von Trainer Werner Heppner in die Weltspitze der Ringer im griechisch-römischen Stil geführt. 1976 belegte er bei der Junioren-EM in Posen im Federgewicht den 3. Platz und machte damit erstmals nachhaltig auf sich aufmerksam. Seinen ersten DDR-Meistertitel bei den Senioren gewann er im Jahre 1979.
1981 wurde er erstmals bei einer internationalen Meisterschaft im Seniorenbereich eingesetzt. Bei der Europameisterschaft in Göteborg kam er dabei mit einem Sieg über Thomas Passarelli aus der Bundesrepublik Deutschland auf den 8. Rang. 1983 folgten seine nächsten Einsätze. Zunächst belegte er bei der Europameisterschaft in Budapest im Federgewicht den 4. Platz und erzielte er im Herbst dieses Jahres bei der Weltmeisterschaft in Kiew mit dem 2. Platz im Federgewicht den größten Erfolg seiner Laufbahn. 1984 kam er auch bei der Europameisterschaft in Jönköping auf den 2. Platz. Im Finale unterlag er dabei dem sowjetischen Sportler Kamandar Madschidow. An den Olympischen Spielen des gleichen Jahres in Los Angeles konnte er aufgrund des Boykotts durch die DDR nicht teilnehmen.
Nach einem 5. Platz bei der Europameisterschaft 1985 in Leipzig im Federgewicht beendete Reichelt seine internationale Ringerlaufbahn. Er nahm eine Stelle als Nachwuchstrainer bei seinem Stammverein, dem ASK „Vorwärts“ Frankfurt (Oder) an und wurde nach 1988 Cheftrainer in diesem Verein, zuständig für die Klassikringer. Er führte dabei Maik Bullmann zum Olympiasieg und mehrfachen Sieger bei Weltmeisterschaften. Von 1981 bis 1987 hatte er ein Sportstudium an der DHfK Leipzig absolviert, das er als Diplom-Sportpädagoge abgeschlossen hatte.
Nach der deutschen Wiedervereinigung wurde Reichelt Bundestrainer beim Deutschen Ringerbund. Von 1991 bis 2003 war er für den Juniorenbereich zuständig, ehe er 2003 den Seniorenbereich übernahm. Aus diesem Amt schied er mit Ablauf des Jahres 2006.

## Erfolge

### Internationale Erfolge
(WM = Weltmeisterschaft, EM = Europameisterschaft, GR = griechisch-römischer Stil, Fe = Federgewicht, bis 62 kg Körpergewicht)
- 1976, 3. Platz, Junioren-EM in Posen, GR, Fe, hinter Abramaschwili, UdSSR und Stanislaw Barej, Polen und vor Hannu Övermark, Finnland;
- 1981, 8. Platz, EM in Göteborg, GR, Fe, mit einem Sieg über Thomas Passarelli, Bundesrepublik Deutschland und Niederlagen gegen Hannu Övermark und Panayot Kirow, Bulgarien;
- 1983, 4. Platz, EM in Budapest, GR, Fe, hinter Ziwko Vangelow, Bulgarien, Constantion Uta, Rumänien und Alexander Litwinow, UdSSR und vor Ryszard Swierad, Polen und Miroslaw Starek, CSSR;
- 1983, 2. Platz, WM in Kiew, GR, Fe, hinter Hannu Lahtinen, Finnland und vor Ziwko Vangelow, Miroslaw Starek, Ryszard Swierad und Bernd Gabriel, Bundesrepublik Deutschland;
- 1984, 2. Platz, EM in Jönköping, GR, Fe, mit Siegen über Kent Johansson, Schweden, Constantion Uta, Bernd Gabriel, Hugo Dietsche, Schweiz und einer Niederlage gegen Kamandar Madschidow, UdSSR;
- 1985, 5. Platz, EM in Leipzig, GR, Fe, hinter Kamandar Madschidow, Klozik, Polen, Sipos, Ungarn, Savu, Rumänien und vor Bernd Gabriel

### DDR-Meisterschaften
- 1979, 1. Platz, GR, Fe, vor Mandelkow und Petzold, bde. ASK Vorwärts Frankfurt,
- 1980, 1. Platz, GR, Fe, vor Hübner, SC Motor Zella-Mehlis und Röstel, ASK Vorwärts Frankfurt,
- 1981, 1. Platz, GR, Fe, vor Kolditz, SC Leipzig und Schneider, SC Motor Zella-Mehlis,
- 1982, 1. Platz, GR, Fe, vor Torsten Schlonske, ASK Vorwärts Frankfurt und Rommel, SC Motor Zella-Mehlis,
- 1983, 1. Platz, GR, Fe, vor Ralf Menzel, SG Dynamo Luckenwalde und A. Schlonske, ASK Vorwärts Frankfurt,
- 1984, 3. Platz, GR, Fe, hinter Torsten Schlonske und A. Schlonske,
- 1985, 1. Platz, GR, Fe, vor Mario Büttner und Lothert, bde. SG Dynamo Luckenwalde,
- 1986, 1. Platz, GR, Fe, vor Mario Büttner und Alexander, ASK Vorwärts Frankfurt